# Botanični vrt Hamma
Botanični vrt Hamm (arabsko حديقة التجارب الحامة, francosko Jardin d'Essai du Hamma) je 32 hektarjev velik botanični vrt (delno vrtnarija in delno arboretum) v okrožju Mohamed Belouizdad (prej Hamma-Anassers) v Alžiru. Ustanovili so ga leta 1832.

## Zgodovina
Leta 1832 sta se Pierre Genty De Bussy, civilni intendant, in general Antoine Avisard, začasni guverner, odločila izsušiti močvirje ob vznožju hriba Arcades. Botanični vrt Hamma je bil nato ustvarjen na območju 5 hektarjev, kot vzorčna kmetija in poskusni vrt.
Leta 1837 je organizacija kupila 18 hektarjev zemljišča pod Fontano platan. Vrt so razširili proti zahodu in postal osrednja vladna drevesnica. Začetno mesto je bilo preimenovano v Mali testni vrt do zamenjave leta 1848 za drug kos zemlje v vrtu.
Glavna dejavnost vrta je bilo zagotavljanje dreves javnim organizacijam in evropskim naseljencem. Od leta 1833 so proizvajali tudi karmin.
Auguste Hardy je bil leta 1842 imenovan za direktorja botaničnega vrta. Takrat so v vrt naselili številne živalske vrste in se je večkrat razširil. Poleg živalskih in rastlinskih pridelkov je industrija, povezana z novo tehnologijo, zasedla veliko prostora in zaposlovala veliko ljudi.
Med letoma 1848 in 1867 se je vrt večkrat razširil, dokler ni dosegel sedanje konfiguracije. Leta 1860 je bilo ustvarjeno jezero in zgrajen zunanji bulvar. Vrt se je leta 1861 preimenoval v aklimatizacijski vrt (francosko Jardin d'Acclimatation). Leta 1867 je bilo na vrtu ocenjenih 8214 vrst.
Leta 1966 je Nacionalni inštitut za agronomske raziskave (INRA) prevzel in ta prostor spremenil v raziskovalno postajo, katere cilji se zelo malo ujemajo s prvotnim namenom vrta. Z dobrim razlogom so rastlinske strukture in zbirke odmrle, posledica pa so bile velike izgube, vključno s številom taksonov, ki je padlo s 6000 na 3000 vrst.
Poskusni vrt je razvrščen kot naravni spomenik po alžirski zakonodaji v skladu z odlokom št. 67-281 z dne 20. decembra 1967, ki se nanaša na izkopavanja in zaščito zgodovinskih krajev in spomenikov.

## Vrt v 21. stoletju
Od leta 2001 do 2009 je bil vrt zaprt zaradi obnovitvenih del. Ponovno odprt maja 2009, so zdaj prostori Nacionalnega inštituta za agronomske raziskave Alžirije.
Maja 2009, nekaj dni po ponovnem odprtju testnega vrta, je Farid, zadnji lev s krvjo atlaškega leva, poginil v starosti 21 let.
26. julija 2010 je v testnem vrtu poginil Hektor, andski kondor. Star je bil najmanj 70 let, iz Andov ga je prinesel Joseph d'Ange, ustvarjalec živalskega parka. V živalskem vrtu je bil že leta 1942. 18. septembra 2010 je čilski veleposlanik v njegov spomin v vrtu Hamma simbolično zasadil čilsko araukarijo.
S pomočjo avstrijskega veleposlaništva je bilo jeseni 2011 na »avstrijskem trgu« alžirskega vrta zasajenih 21 avstrijskih grmovnic in dreves.
Leta 2012 je bil v okviru partnerstva med vilajo Alžir in mestom Pariz izdan ilustrirani vodnik po alžirski flori v tisoč izvodih.
Razvoj novega prostora, posvečenega mokriščem, vključno s tridesetimi novimi rastlinskimi vrstami in več lokalnimi živalskimi vrstami, se je začel ob robu svetovnega dneva mokrišč 2. februarja 2013.

## Opis
Vrt ni le središče botanične ali vrtnarske pridelave, ampak tudi učni center in kraj za sprehode, ki ga Alžirci zelo cenijo. Tam je več kot 1200 rastlinskih vrst.
Park se predstavlja kot vrzel zelenja na alžirski obali v osi Spomenika mučenikom in Narodnega muzeja lepih umetnosti. Na severu meji na ulico Hassiba-Ben-Bouali in zaliv, na jugu na ulico Mohamed-Belouizdad, na vzhodu na stadion 20. avgusta 1955 in na zahodu na plažo Hamma s hotelom Sofitel in Nacionalno knjižnico Alžirije.
Zahodno krilo vrta zavzema francoski vrt, velik 7 ha, z veliko osrednjo potjo, obdano z washingtoniami (Mehiška palma). Od starega vrta, ki je vzhodneje, ga loči drevored platan, pravokoten na cesto, kot sta drevored zmajevk in fikusov (smokvovec), ki sta sekana s številnimi potmi, vzporednimi s cesto, med katerimi sta glavni dve bambusova aleja in aleja palm. Krožna pot proti jugovzhodu, aleja kokosovih orehov, poteka okoli angleškega vrta, ki je labirint poti zmajevih dreves, fikusov, orjaških bambusov, kokosovih dreves, z jezercem z vodnimi rastlinami, je senčen zasajen z drevesi s temnim, gostim listjem. Sestavljajo ga podrast in vodne rastline. Tu so predvsem cikade (Cycadaceae), eksotična drevesa in tropske rastline. Nastal je tudi japonski vrt, ki pa ne obstaja več. Poti krasi več kamnitih skulptur Émila Gaudissarda.
Obiskovalca navduši osupljiv kontrast med skrbno urejenim francoskim vrtom, ki je razporejen v nadstropjih in ponuja edinstveno panoramo morja, ter preostalim delom vrta, kjer obiskovalca potopijo v eksotično rastlinje tropske flore, vijugasto oblikovana drevesna debla in bujne liane na teh zemljepisnih širinah neznano vesolje.
Na severnem koncu aleje zmajevih dreves je živalski vrt, ki združuje primerke severnoafriške favne in nekatere divje živali. V živalskem vrtu s fasado v slogu art déco je velik bazen z vodnimi pticami, ki sprejema številne pisane vrste: gosi, mandarinske race, bele race, rožnate plamence. Ptičnice so dom velikih modrih ara, amazonk in kakadujev, pri čemer ne smemo pozabiti na papagaje, zaljubljene ptice in papige Kakarikis iz Oceanije.
- Igralec na piščal, kipar Émile Gaudissard
- Kopalka, kipar Georges Béguet
- Le Marabout, Émile Gaudissard
- Mavrska ženska, Émile Gaudissard

- Aleja zmajevcev
- Vhod v zoo
- Figovo drevo Moreton Bay
- Aleja zmajevcev
- Francoski vrt
- Zmajevci

## V popularni kulturi
Karl Marx, André Gide, Albert Camus, Jacques Derrida so v svojih spisih omenili esejistični vrt.
Vrt je služil kot prizorišče filma Tarzan med opicami, posnet leta 1932, mogočno zmajevo drevo, kjer Tarzan izpusti svoj slavni krik, preden je rešil Jane, še vedno obstaja na vrtu.
Auguste Renoir je leta 1882 naslikal pogled na vrt++. Eugène Deshayes je vrt naslikal leta 1930.
- Auguste Renoir, Le Jardin d'essai à Alger (1882)
- Eugène Deshayes, Le Jardin d'Alger